# Mariano Hispano
Mariano Hispano González (Barcelona, 1925- Barcelona, 1991), fue un editor, guionista de cómic y novelista español. Usó seudónimos como Ben Risco, Dan Barclay, Peter Lang y sobre todo Mariano Bañolas.

## Biografía
Hermano de los historietistas Ándres y Juanita Bañolas, Mariano inició su carrera profesional hacia 1946, en el serial Azucena.
A partir de 1956, multiplicó sus trabajos para Toray.
En 1961 creó el sello Manhattan.
En los estertores del boom del cómic adulto creó con Leopoldo Sánchez el sello Metropol, que fue un fracaso comercial.

## Obra

### Historietística
| Años | Título                          | Dibujante                                   | Tipo                     | Publicación       |
| ---- | ------------------------------- | ------------------------------------------- | ------------------------ | ----------------- |
| 1949 | Azucena                         |                                             | Serial, varios episodios | Toray             |
| 1953 | Víctor Trece, Lancero Bengalí   | Andrés Bañolas, Juan Martínez Osete         | Serial                   | Grafidea          |
| 1955 | El Mundo Futuro                 | Josep Maria Sánchez Boix                    | Serial, varios episodios | Toray             |
| 1956 | Atome Kid                       | Bayo, Jaume Rumeu y Brea                    | Serie                    | Artima            |
| 1958 | Sigur, el Vikingo               | José Ortiz                                  | Serial                   | Maga              |
| 1958 | Dos Corazones                   |                                             | Serial, varios episodios | Indedi            |
| 1958 | Linda Flor                      |                                             | Serial, varios episodios | Toray             |
| 1959 | Hazañas del Oeste. Azul         |                                             | Serial, varios episodios | Toray             |
| 1959 | Arizona                         | Armando                                     | Serial                   | Toray             |
| 1959 | Jim Huracán                     | Jordi Buxadé, César López Vera              | Serial                   | Toray             |
| 1960 | Katán                           | Jaime Brocal Remohí                         | Serial                   |                   |
| 1962 | Casco de Acero                  |                                             | Serial, varios episodios | Manhattan         |
| 1962 | Brigada Secreta                 |                                             | Serial, varios episodios | Toray             |
| 1963 | Ögan                            | Jaime Brocal Remohí, César López Vera, etc. | Serial                   | Imperia           |
| 1970 | Pirulo                          | Andrés Bañolas                              | Serial                   | Publiplan         |
| 1971 | Well well                       | Bego                                        | Serie                    | Trinca            |
| 1973 | Sigur, el Vikingo               | José Ortiz                                  | Serie                    | La Historieta     |
| 1975 | Els Estornells                  | Bosch Penalva                               | Serie                    | Cavall Fort       |
| 1978 | Cuatro Amigos. La Gran Aventura | Luis García, Carlos Giménez, Adolfo Usero   | Serie                    | Espolique         |
| 1982 | Aventuras de Zacarías Grimm     | Leopoldo Sánchez                            | Serie                    | Primeras Noticias |
| 1983 | Paco Rusque                     | Luis Bermejo                                | Serie                    | Metropol          |
| 1983 | Primera Plana                   | Luis Bermejo                                | Serie                    | Metropol          |

### Novelística
| Año | Título                       | Publicación |
| --- | ---------------------------- | ----------- |
|     | Aventura en Australia        |             |
|     | Aventura en el Alto Amazonas |             |